# Homefront (film fra 2013)
Homefront er en amerikansk actionthrillerfilm fra 2013 instrueret af Gary Fleder og skrevet af Sylvester Stallone, der også producerede filmen med Kevin King Templeton og John Thompson. Filmen, der er baseret på romanen af samme navn af Chuck Logan, har Jason Statham, James Franco, Winona Ryder og Kate Bosworth på rollelisten. Den handler om Phil Broker, der e ren pensioneret DEA agent, der lever et fredeligt liv med sin datter Maddy, men som bliver involveret i problemer med bandelederen Gator efter en episode i Maddys skole.
Optagelserne til filmen begyndte 1. oktober 2012 i New Orleans, Louisiana. Homefront blev udgivet 27. november 27, 2013.
Filmen modtog blandede anmeldelser, og den indspillede for $51,7 mio. mod et budget på $22 mio.

## Medvirkende
- Jason Statham som Phil Broker
- James Franco som Morgan "Gator" Bodine
- Winona Ryder som Sheryl Marie Mott
- Kate Bosworth som Cassie Bodine Klum
- Rachelle Lefevre som Susan Hetch
- Frank Grillo som Cyrus Hanks
- Clancy Brown som Sheriff Keith Rodrigue
- Izabela Vidovic som Maddy Broker

## Eksterne Henvisninger
- Homefront på Internet Movie Database (engelsk)
- Homefront på Scope
- Homefront i Svensk Filmdatabas (svensk)
- Homefront på AlloCiné (fransk)
- Homefront på MovieMeter (nederlandsk)
- Homefront på AllMovie (engelsk)
- Homefront på The Movie Database (engelsk)
- Homefront på Rotten Tomatoes (engelsk)
- Homefront på Metacritic (engelsk)
- Homefront på Box Office Mojo (engelsk)